# Бекашонок, Михаил Васильевич
Михаил Васильевич Бекашонок (1915—1964) — майор Советской армии, участник Великой Отечественной войны, Герой Советского Союза (1945).

## Биография
Михаил Бекашонок родился 5 сентября 1915 года на станции Лелеквинская (ныне — Руднянский район Смоленской области) в семье железнодорожника. После окончания семилетней школы поступил в Смоленский электротехникум, который окончил в 1933 году, после чего работал на электростанции в Камышине Сталинградской области. В 1935 году был призван на службу в Рабоче-крестьянскую Красную Армию, где по комсомольской путёвке был направлен в Сталинградское военное авиационное училище лётчиков, оконченное им в 1938 году. С января 1939 года Бекашонок служил в истребительном авиаполку. Участвовал в воздушных боях на Карельском перешейке во время советско-финской войны. В 1943 году вступил в ВКП(б).
С мая 1943 года лейтенант Бекашонок — на фронтах Великой Отечественной войны. Летом 1943 года он принял командование 3-й эскадрильей 27-го истребительного авиаполка (впоследствии — 129-го гвардейского). Участвовал в битве на Курской дуге, битве за Днепр. В составе этого полка Бекашонок находился до конца войны, который встретил в Берлине.
Был тяжело ранен во время разведывательного полёта в районе Белгорода, но сумел посадить самолёт, доставив ценные сведения о немецких войсках и фотоснимки в расположение своей части, за что был награждён орденом Отечественной войны 1-й степени. В течение месяца находился в госпитале, после чего вернулся в полк.
Ко времени битвы за Днепр Бекашонок летал на истребителе «Аэрокобра». 20 сентября 1943 года в двух воздушных боях он сбил три немецких самолёта. С 14 октября по 6 декабря 1943 года он совершил 25 боевых вылетов, в ходе которых сбил 4 вражеских самолёта, за что был награждён орденом Красного Знамени. Всего же за годы войны гвардии капитан Михаил Бекашонок совершил 170 боевых вылетов, приняв участие в 50 воздушных боях, в которых сбил лично 17 и в группе — 4 самолёта противника. К концу войны Бекашонок был помощником командира по воздушно-стрелковой службе 129-го гвардейского авиаполка 22-й гвардейской авиадивизии 6-го гвардейского истребительного авиационного корпуса 2-й воздушной армии 1-го Украинского фронта.
Указом Президиума Верховного Совета СССР от 27 июня 1945 года за «образцовое выполнение заданий командования и проявленные мужество и героизм в боях с немецко-фашистскими захватчиками» гвардии капитан Михаил Бекашонок был удостоен высокого звания Героя Советского Союза с вручением ордена Ленина и медали «Золотая Звезда» за номером 6556 м.
После окончания войны Бекашонок продолжил службу в Советской Армии. В 1949 году в звании майора был уволен в запас. Проживал в Витебске. Умер 17 февраля 1964 года.

## Награды
Был награждён тремя орденами Красного Знамени, орденами Отечественной войны 1-й и 2-й степеней, а также рядом медалей.

## Память
В память о Бекашонке на здании Замощанской школы Смоленского района установлена мемориальная доска.